# Герта (балет)
Ге́рта, или Царица эльфри́д — большой балет в 3-х действиях, постановка Филиппо Тальони на музыку капельмейстера Георга Келлера, декорации Шеньяна. Премьера состоялась 26 февраля 1842 года в Санкт-Петербурге, на сцене Большого театра в бенефис Марии Тальони и Христиана Иогансона, которые и исполнили главные партии. 
После последнего показа балета 1 марта во время аплодисментов занавес поднимался 18 раз. «Герта» стала последней постановкой Тальони в петербургской труппе — в следующем сезоне он занял пост главного балетмейстера в Большом театре Варшавы, где вскоре возобновил этот спектакль, как и другие свои балеты. Его дочь Мария также покинула Петербург, её роли перешли к другим исполнительницам. В сезоне 1842/1843 годов 11 ноября в партии Герты дебютировала Елена Андреянова, а 4 февраля — Ольга Шлефохт.
В 1848 году Поль Тальони поставил в Лондонском Театре Её Величества балет «Фьорита, или Королева эльфрид» на музыку Цезаря Пуни. Как предполагает В. М. Красовская, возможно, он являлся сокращённой переделкой балета его отца. Главную роль вновь исполнила Мария Тальони. Как и в «Жизели», национальные танцы здесь контрастировали с танцевальной сценой эфирных существ, однако сюжет, по словам балетоведа Айвора Геста, «лишь слегка отягощал» постановку.
Либретто балета публиковалось в 1842 году (типография Глазунова, 50 коп.) и в 1843 году (типография Смирнова, 50 коп.).